# Superintendent ceł
Superintendent ceł królewskich – urzędnik celny zarządzający prowincją celną (komorą celną) w Królestwie Polskim w XVIII wieku. Podporządkowany był bezpośrednio Komisji Skarbu Koronnego.
Superintendenci mieli nad celnikami zwierzchni dozór oraz czuwali, aby celnicy żadnych się nie dopuszczali niegodziwości, niemniej, iż zebrane po cłach summy, bez wszelkiego uszczuplenia, po odtrąceniu sobie samej tylko ich płacy, do Skarbu wnieśli.

## Superintendenci ceł królewskich
- Stanisław Fukier[5]
- Jan Schroetter (1708)[6]
- Jan Ernest Schindler (1715)[7]
- Wojciech Konopka[8]
- Antoni Gruszecki[9][10]
- Jan Zambrzuski (1789)[11]